# Труд (кооператив)
«Труд» — промислова жіноча спілка, для влаштування кравецьких майстерень та навчання кравецтва у Львові, діяла з 1900 до 1939 та з 1941 до 1944 року. Подібні жіночі кооперативи діяли в 11 містах Галичини (1927 вони відбули з'їзд у Львові).

## Історія
Промислова жіноча спілка «Труд» була заснована в 1900 році з ініціативи Василя Нагірного. Важливу роль у її заснуванні та діяльності відіграли провідниці жіночого руху Ґресяк, Ольга Бачинська, Панкевич. Спочатку спілкою керували її ідейний батько та активний засновник Василь Нагірний, а також Ілля Кокорудз, М.Білецька. До 1914 року Надзірну Раду очолювала Герміна Шухевич, дружина видатного етнографа, автора «Гуцульщини» Володимира Шухевича та бабця славетного Романа Шухевича-Чупринки, команданта УПА. За сприяння «Труду» та Герміни Шухевич було відкрито дівчачий інтернат ім. Святої Княгині Ольги. Згодом Надзірну Раду очолювала Євгенія Макарушка.
У 1914-1920 роках управителькою школи «Труд» була Стефанія Олесницька. Згодом при школі створили салон мод і дамських капелюшків, який вела Марія Драгомирецька, дружина письменника Левка Лепкого, яка опанувала фах модистки у Відні. З 1929 року «Труд» мала трирічну Жіночу ремісничу школу, директор — О. Залізняк.
Спілка «Труд» мала власний будинок, майстерні суконь та білизни, влаштовувала платні курси шиття. Після війни при спілці відкрили жіночу ремісничу школу, салон мод і дамських капелюхів. Так звані «ревії мод» (покази мод), влаштовані працівницями «Труду», рекламували сучасний на той час одяг із національними українськими елементами, влаштовували виставки народного одягу навіть у Чикаго, Празі та Варшаві.